# Зникнення Сідні Голла
«Зникнення Сідні Голла» (англ. The Vanishing of Sidney Hall) — американський фільм-драма режисера і сценариста Шона Крістенсена. Прем'єра відбулася 25 січня 2017 року на Санденсі.

## Сюжет
Молодий письменник Сідні Голл створює справжній шедевр, книгу про своє покоління, що робить його всесвітньо відомим. Несподівано він зникає, залишивши в подиві мільйони шанувальників у всьому світі.

## У ролях
- Логан Лерман — Сідні Голл
- Ель Феннінг — Мелоді
- Кайл Чендлер — шукач
- Мішель Монаган — місіс Голл
- Блейк Дженнер — Бретт Ньюпорт
- Нейтан Лейн — Гарольд
- Маргарет Кволлі — Александра
- Тім Блейк Нельсон — Йохан
- Яхья Абдул-Матін II — Дуейн
- Яніна Ґаванкар — Джина

## Зйомки фільму
Знімальний період стартував 22 квітня 2016 року в Плезантвіль (Нью-Йорк). Спочатку на роль Сідні Голла претендував Джим Стерджесс, але Крістенсен вирішив знайти молодшого актора і його вибір припав на Логана Лермана, який мав зобразити свого героя в трьох різних періодах життя. За тиждень до початку зйомок на головну жіночу роль була затверджена Ель Феннінг.